# 南非腔吻鱈
南非腔吻鱈，為輻鰭魚綱鱈形目鼠尾鱈科的其中一種，分布於東太平洋哥斯大黎加至秘魯北部海域，屬深海底棲性魚類，深度120-460公尺，本魚頭大、眼大、吻一般尖，腹鰭基底具有發光器官呈現黑色頰窩，背部及腹部無鱗，頭部副概鱗片，體色為灰褐色，鰓腔黑色，體長可達27.5公分，棲息在底中層水域，以橈腳類及甲殼類為食，生活習性不明。